# 剎車 (變形金剛)
剎車（Skids）是《變形金剛》中的虛構角色之一。其出場次數不算多。

## G1動畫
在G1動畫中，剎車的設定是位愛做白日夢的變形金剛，對在地球上的生活時常胡思亂想，從來不會思考要如何對抗狂派的進攻，所以他常常發生一邊幻想，一邊以時速60英哩的速度撞上一堆物體。整體而言，剎車把地球當做一間巨大的實驗室，而他的研究成果是博派的無價之寶。

## 變形金剛：銀河原力
在2005年的動畫中，剎車在本作故事進行到競速星球的橋段中登場，是個崇拜艾克西里昂的年輕變形金剛。

## 真人電影
在2009年的變形金剛真人電影《變形金剛：復仇之戰》(Transformers: Revenge of the Fallen)中，剎車以博派的成員登場，與檔泥板為雙胞胎兄弟。在本片初登場的上海任務中和擋泥板合體變形成一輛冰淇淋車，而在影片中段掃描一輛綠色的雪佛蘭Chevy Beat。

## IDW漫畫
在由IDW出版社出版、從2005年連載到2019年的漫畫可能是剎車至今有過最大的角色。
剎車在2012年加入當時的刊物《變形金剛：難以置信》(Transformers: More Than Meet The Eye)中，並成為主要角色之一。
此版本的剎車外觀和其在G1時類似，以藍色為身體主色，身體內置了大量的武裝系統。具有學習超快的超能力，在震盪波還尚未被洗腦之前是其所開設的異能者學校的學生。
在戰爭開始後成為巡弋者(Prowl)底下的特工之一，和搭檔奪路(Getaway)前往暗殺提爾萊斯特大法官，但是失敗，之後按照規定消除字深的記憶，然後逃亡，最後加入失落之光號(The Lost Light)的船員陣容。感情最好的朋友是後來上船的天鑄城居民，女性量子工程師諾蒂卡(Nautica)。最後死在靈魂行者的星球上。